# Säffle kommun
Säffle kommun är en kommun i Värmlands län. Centralort är tätorten Säffle.
I sydöstra delen av kommunen finns Värmlandsnäs och i östra delen ligger kusten med tvärbranter och djupt vatten nära stranden. Halvöns flacka yta övergår i sydväst i en grund skärgård. Byälven är Säffles enda större vattendrag och väster därom vidtar ett kraftigare brutet skogs- och berglandskap. I Säffle har massa- och pappersindustrin en lång tradition. En annan viktig sektor i det lokala näringslivet är verkstadsindustrin. I början av 2020-talet var dock kommunen själv den största arbetsgivaren. 
Sedan kommunen bildades 1971 har befolkningstrenden varit negativ. Efter valet på 2010- och 2020-talen gar kommunen styrts av Alliansen i koalition med Sjukvårdspartiet i Värmland (SIV) eller i koalition med Miljöpartiet.

## Administrativ historik

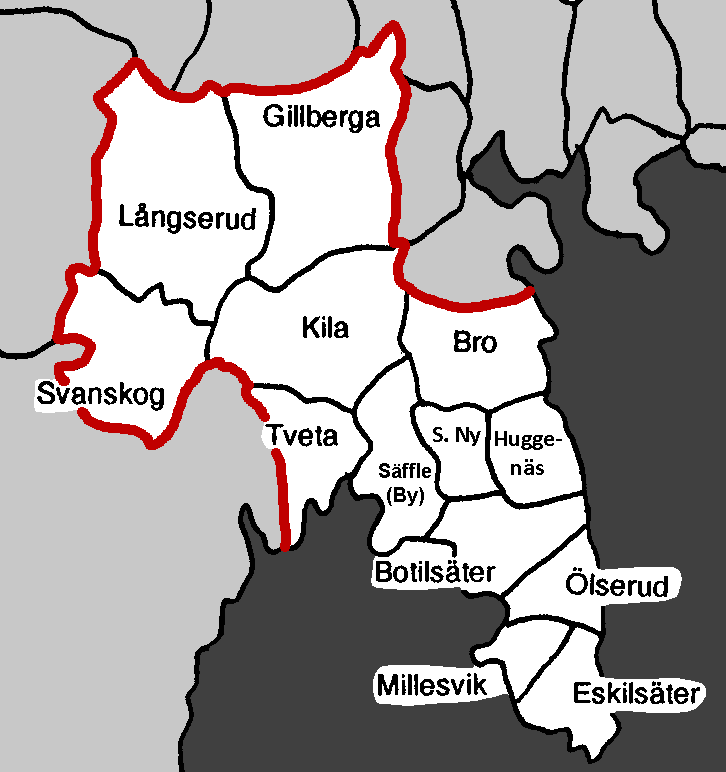
Socknar inom kommunen.

Kommunens område motsvarar socknarna: Botilsäter, Bro, By, Eskilsäter, Gillberga, Huggenäs, Kila, Långserud, Millesvik, Svanskog, Södra Ny, Tveta och Ölserud. I dessa socknar bildades vid kommunreformen 1862 landskommuner med motsvarande namn. 
1882 utbröts ur By landskommun Säffle köping som 1943 införlivade By landskommun. 1951 bildade köpingen tillsammans med Tveta landskommun Säffle stad.
Vid kommunreformen 1952 bildades storkommunerna Gillberga (av de tidigare kommunerna Gillberga och Kila), Svanskog (av Långserud och Svanskog) samt Värmlandsnäs (av Botilsäter, Bro, Eskilsäter, Huggenäs, Millesvik, Södra Ny och Ölserud) medan Säffle stad förblev opåverkad.
Säffle kommun bildades vid kommunreformen 1971 av Säffle stad samt landskommunerna Värmlandsnäs, Gillberga och Svanskog.
Kommunen ingick från bildandet till 2005 i Arvika domsaga och kommunen ingår sedan 2005 i Värmlands domsaga.

## Geografi
Kommunen ligger vid Vänern och gränsar i sydväst till Åmåls kommun, i väster till Årjängs kommun, i norr till Arvika kommun och i nordöst till Grums kommun. 

### Topografi och hydrografi
I sydöstra delen av kommunen finns Värmlandsnäs. Där utgörs berggrunden av gnejs. Terrängen där är plan med glest bevuxna, låga hällmarker mellan uppodlade ler- och sandfyllda dalar. I östra delen av kommunen ligger kusten med tvärbranter och  djupt vatten nära stranden. Halvöns flacka yta övergår i sydväst i en grund skärgård som består av ett fåtal större barrskogsklädda öar samt en mängd små, kala, fågelrika klippöar och skär. Som exempel kan nämnas områdena i reservaten Lurö skärgård och Millesviks skärgård. 
Byälven är Säffles enda större vattendrag och väster därom vidtar ett kraftigare brutet skogs- och bberglandskap.Där utgörs berggrunden av granit, kvartsit och porfyr. Sjöarna Eldan, Aspen och Harefjorden finns i kommunens nord–sydliga sprickdalar.
Nedan presenteras andelen av den totala ytan 2020 i kommunen jämfört med riket.
|  | Bebyggelse (3,4 %) |

|  | Skog (74,5 %) |

|  | Öppen myrmark (2,4 %) |

|  | Jordbruksmark (16,4 %) |

|  | Övrig mark (3,3 %) |

|  | Bebyggelse (3,1 %) |

|  | Skog (68,0 %) |

|  | Öppen myrmark (7,2 %) |

|  | Jordbruksmark (7,4 %) |

|  | Övrig mark (14,3 %) |

### Naturskydd
År 2023 fanns 21 naturreservat i Säffle kommun. Som exempel kan nämnas Gillbergasjön som bildades 1986. Reservatet, som även är klassat som Natura 2000-område, består av betade strandängar, vassar och sumpskogar. Området är mest känt för stora samlingar av sångsvanar men där trivs också arter som tofsvipa och storspov. Ett annat exempel är Kanan som bildades 2012. Länsstyrelsen i Värmlands län beskriver att reservatet utgörs av "fuktiga dalgångar med rörligt markvatten i ett grönstenspåverkat och kuperat terrängavsnitt". I reservatet trivs en speciell flora av marksvampar som lever i symbios med gran, så som blåtryffel.

### Administrativ indelning
Fram till 2016 var kommunen för befolkningsrapportering indelad i nio församlingar – Bro, Gillberga, Kila, Långseruds, Ny-Huggenäs, Svanskogs, Säffle, Södra Värmlandsnäs och Tveta församling. 

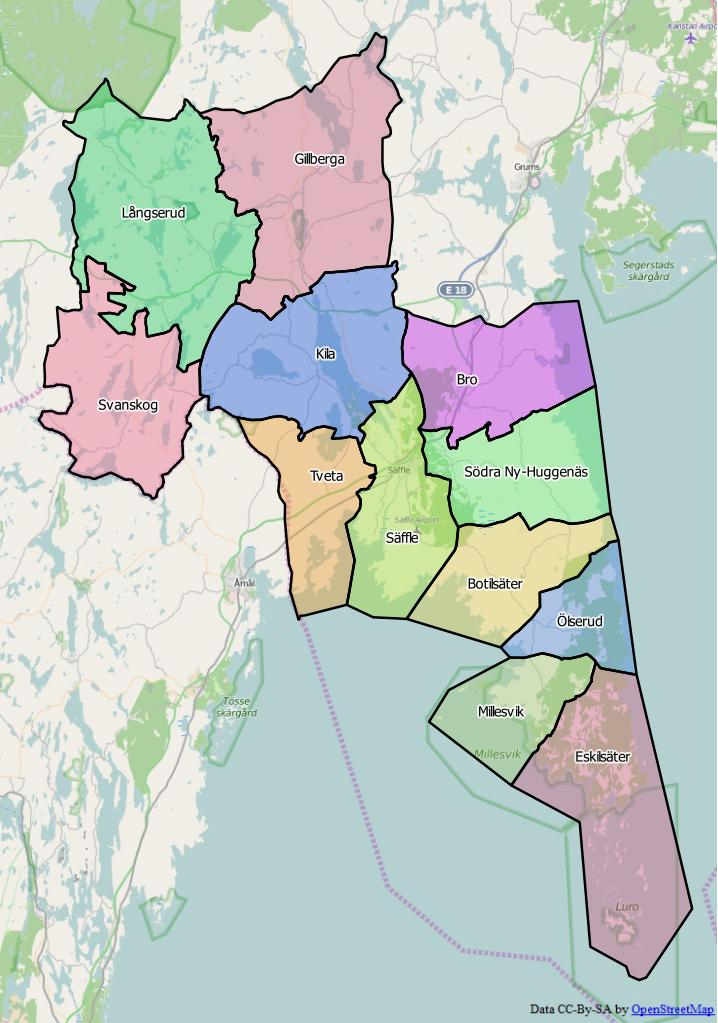
Distrikt inom Säfle kommun

Från 2016 indelas kommunen istället i 12 distrikt:

- Botilsäter
- Bro
- Eskilsäter
- Gillberga
- Kila
- Långserud
- Millesvik
- Svanskog
- Säffle
- Södra Ny-Huggenäs
- Tveta
- Ölserud

### Tätorter
År 2020 bodde 64,8 procent av kommunens invånare i någon av kommunens tätorter, vilket var lägre än motsvarande siffra för riket där genomsnittet var 87,6 procent. Vid Statistiska centralbyråns tätortsavgränsning 2020 fanns det tre tätorter i Säffle kommun:
| Tätort       | Befolkning |
| ------------ | ---------- |
| Säffle       | 9 241      |
| Svanskog     | 472        |
| Värmlandsbro | 285        |

Centralorten är i fet stil.

## Styre och politik

### Styre
Mandatperioden 2010–2014 styrdes kommunen av en koalition bestående av Alliansen och Miljöpartiet. Dessa samlade 21 av 41 mandat i kommunfullmäktige. Efter valet 2014 fortsatte Alliansen styra, men koalitionspartiet Miljöpartiet byttes ut mot Sjukvårdspartiet i Värmland (SIV). 
Koalitionen Alliansen och SIV fortsatte styra i en majoritetskoalition även efter valet 2018. Även efter valet 2022 fortsatte Alliansen att styra. SIV byttes dock ut som koalitionspartner mot Miljöpartiet, vilket de även styrde med under mandatperioden 2010–2014.

### Kommunfullmäktige

#### Presidium
| Presidium 2022–2026    | Presidium 2022–2026 | Presidium 2022–2026   |
| ---------------------- | ------------------- | --------------------- |
| Ordförande             | C                   | Jenny Evestam         |
| Förste vice ordförande | S                   | Olga Ljung            |
| Andre vice ordförande  | M                   | Claes-Göran Kihlström |

#### Mandatfördelning 1970–2022
| 2 | 19 | 18 | 5 |  | 4 |

| 44 |

| 2 | 19 | 18 | 4 |  | 5 |

| 42 | 7 |

|  | 19 | 18 | 4 |  | 6 |

| 37 | 12 |

| 2 | 20 | 15 | 4 |  | 7 |

| 32 | 17 |

|  | 22 | 14 | 2 |  | 9 |

| 36 | 13 |

|  | 21 | 13 | 4 |  | 9 |

| 34 | 15 |

| 2 | 21 | 2 | 13 | 4 |  | 6 |

| 34 | 15 |

| 2 | 17 |  | 3 | 11 | 3 | 3 | 9 |

| 32 | 17 |

| 2 | 21 | 2 | 13 | 3 |  | 7 |

| 28 | 21 |

| 4 | 18 | 2 | 13 | 2 | 3 | 7 |

| 28 | 21 |

|  | 9 | 2 | 21 | 2 | 2 | 4 |

| 26 | 15 |

|  | 11 |  |  | 5 | 15 |  | 2 | 4 |

| 21 | 20 |

| 12 |  | 2 | 6 | 12 |  |  | 6 |

| 21 | 20 |

|  | 10 |  | 6 | 6 | 10 |  |  | 5 |

| 22 | 19 |

|  | 9 | 7 | 4 | 13 |  |  | 5 |

| 22 | 19 |

|  | 9 |  | 8 | 2 | 11 |  | 2 | 6 |

| 25 | 16 |

### Nämnder

#### Kommunstyrelse
| Presidium 2022–2026    | Presidium 2022–2026 | Presidium 2022–2026 |
| ---------------------- | ------------------- | ------------------- |
| Ordförande             | C                   | Markus Bäckström    |
| Förste vice ordförande | M                   | Ola Johansson       |
| Andre vice ordförande  | S                   | Ann Mlakar          |

#### Lista över kommunstyrelsens ordförande
| Namn | Namn              | Från | Till | Politisk tillhörighet |
| ---- | ----------------- | ---- | ---- | --------------------- |
|      | Ingrid Einevik    | 1983 | 1991 | Centerpartiet         |
|      | Halvar Pettersson | 1991 | 2005 | Centerpartiet         |
|      | Daniel Bäckström  | 2005 | 2014 | Centerpartiet         |
|      | Dag Rogne         | 2014 | 2023 | Centerpartiet         |
|      | Markus Bäckström  | 2023 |      | Centerpartiet         |

#### Övriga nämnder
Mandatperioden 2022–2026 finns fem nämnder förutom kommunstyrelsen. Teknik- och fritidsnämnden är gemensam med Åmåls kommun. Nedan presenteras ordförande och vice ordförande för de egna nämnderna  mandatperioden 2022–2026:
| Nämnd                      | Ordförande | Ordförande         | Vice ordförande | Vice ordförande      |
| -------------------------- | ---------- | ------------------ | --------------- | -------------------- |
| Socialnämnden              | C          | Anita Karlsson     | M               | Jonas Larsson        |
| Kulturnämnden              | C          | Veronika Bäckström | M               | Crispin Hultenkrantz |
| Miljö- och byggnadsnämnden | C          | Kenneth Andersson  | M               | Sanna Bertilsson     |
| Valnämnden                 | C          | Henrik Olsson      | M               | Jonas Larsson        |

### Vänorter
Säffle har fyra vänorter:
- Mäntyharju, Finland
- Antsla, Estland
- Hol, Norge
- Hagenow, Tyskland

Tidigare fanns även ett vänortsavtal med Tørring-Uldums kommun i Danmark, men i och med den danska kommunreformen 2007 har samarbetet de facto avslutats. Kommunen har sedan år 2008 också ett partnerskapssamarbete med Telavi kommun i Georgien.

## Ekonomi och infrastruktur

### Näringsliv
I Säffle har massa- och pappersindustrin en  lång tradition. Som exempel kan nämnas att pappersbruket Billeruds bruk (Nordic Paper Seffle AB) har dominerat näringslivet under många år. En annan viktig sektor i det lokala näringslivet är verkstadsindustrin med företag som AB Somas som sysslar med ventilproduktion och BTG Instruments AB som sysslar med bestrykningsmaskiner, mätgivare och specialventiler. I början av 2020-talet var dock kommunen själv den största arbetsgivaren.

### Infrastruktur

#### Transporter
Kommunen genomkorsas av Europaväg 18 samt riksväg 45. Genom kommunen går även länsväg 175.
I kommunen finns Svanskogsbanan som.är den kvarvarande delen av den gamla Åmål-Årjängs Järnväg. Den används som museijärnväg och för dressintrafik.
Fem kilometer söder om Säffle tätort ligger Säffle flygplats, som ägs av Säffle kommun.

## Befolkning

### Demografi

#### Befolkningsutveckling
Kommunen har 14 899 invånare (31 december 2024), vilket placerar den på 160:e plats avseende folkmängd bland Sveriges kommuner.
| Befolkningsutvecklingen i Säffle kommun 1810–2020 | Befolkningsutvecklingen i Säffle kommun 1810–2020 | Befolkningsutvecklingen i Säffle kommun 1810–2020 | Befolkningsutvecklingen i Säffle kommun 1810–2020 | Befolkningsutvecklingen i Säffle kommun 1810–2020 |
| --- | ------------------------------------------------- | ------------------------------------------------- | ------------------------------------------------- | ------------------------------------------------- |
| |                                                   |                                                   |                                                   |                                                   |
| År |                                                   |                                                   | Folkmängd                                         |                                                   |
| 1810 | 1810                                              |                                                   | 14 500                                            |                                                   |
| 1820 | 1820                                              |                                                   | 15 772                                            |                                                   |
| 1830 | 1830                                              |                                                   | 17 831                                            |                                                   |
| 1840 | 1840                                              |                                                   | 20 046                                            |                                                   |
| 1850 | 1850                                              |                                                   | 22 424                                            |                                                   |
| 1860 | 1860                                              |                                                   | 24 107                                            |                                                   |
| 1870 | 1870                                              |                                                   | 24 652                                            |                                                   |
| 1880 | 1880                                              |                                                   | 23 962                                            |                                                   |
| 1890 | 1890                                              |                                                   | 21 017                                            |                                                   |
| 1900 | 1900                                              |                                                   | 19 319                                            |                                                   |
| 1910 | 1910                                              |                                                   | 18 695                                            |                                                   |
| 1920 | 1920                                              |                                                   | 18 519                                            |                                                   |
| 1930 | 1930                                              |                                                   | 19 520                                            |                                                   |
| 1940 | 1940                                              |                                                   | 19 444                                            |                                                   |
| 1950 | 1950                                              |                                                   | 19 012                                            |                                                   |
| 1960 | 1960                                              |                                                   | 19 750                                            |                                                   |
| 1970 | 1970                                              |                                                   | 20 234                                            |                                                   |
| 1980 | 1980                                              |                                                   | 18 985                                            |                                                   |
| 1990 | 1990                                              |                                                   | 17 979                                            |                                                   |
| 2000 | 2000                                              |                                                   | 16 639                                            |                                                   |
| 2010 | 2010                                              |                                                   | 15 547                                            |                                                   |
| 2020 | 2020                                              |                                                   | 15 420                                            |                                                   |
| Anm: Informationen gäller för dagens kommungränser. Äldre informationen är ihopsamlad från tidigare kommuner eller från socknarna som idag ingår i kommunen. |                                                   |                                                   |                                                   |                                                   |

## Kultur

### Kulturarv
I kommunen finns ett stort antal kända fornlämningar,  samt grunden av den medeltida Ämmeskogs kyrka. Den sistnämnda ligger på Dalboredden i Dalsland.

### Kommunvapen
Huvudartikel: Säffle kommunvapen
Blasonering: Av guld och blått medelst en vågskura delad sköld, i vars övre fält en uppstigande blå örn med röd näbb och tunga.
Säffle kommunvapen fastställdes av Kungl. Maj:t 1949 för Säffle köping[källa behövs] och fördes från 1951 av Säffle stad. Det blå undre fältet syftar på Säffle kanal och örnen är ur Värmlands vapen. Efter kommunbildningen registrades vapnet oförändrat 1974 för Säffle kommun. Svanskogs vapen från 1948 och Värmlandsnäs från 1957 blev ogiltiga.

Svanskogs landskommun (1948–1970)
Värmlandsnäs landskommun (1957–1970)